# Rafael Cortijo
Rafael Antonio Cortijo Verdejo (Santurce, Puerto Rico, 11 de enero de 1928-Santurce, Puerto Rico, 3 de octubre de 1982) fue un músico, director de orquesta y compositor puertorriqueño de salsa, bomba y plena descarga, boogaloo, mambo y bolero. 
Rafael Cortijo fue un personaje de gran relevancia en la historia de la música puertorriqueña y latina bailada y celebrada por sus dotes como percusionista (timbales, conga, bongo, maracas y más) y como líder de la orquesta. 
La música de Rafael Cortijo marco muchos ritmos, grabó con su orquesta como con Ismael Rivera discos de  Descarga, Boogaloo, Plena, Mambo, Salsa y Bolero.
Cortijo sacó la bomba y plena fuera de los arrabales y con su orquesta predominantemente de color introdujo estos géneros a diversos niveles sociales.  Por su capacidad de composición y arreglos de la música afrocaribeña, muchos le adjudican el título de Maestro.
Rafael Cortijo tuvo un estilo en que su orquesta tocaba música espontáneamente y evitaba las rutinas de grandes orquestas. La orquesta de Rafael Cortijo tocaba de pie y bailaba en el escenario. Sus arreglos musicales eran  muy sencillos y servían como base para las improvisaciones de los músicos. Cortijo y su Combo pudo competir con grandes orquestas de esa época como las de Machito, Tito Rodríguez y Tito Puente.
El Combo de Rafael Cortijo daría origen a la agrupación conocida como El Gran Combo de Puerto Rico.

## Muerte
Cortijo falleció a los 54 años, el 3 de octubre de 1982, de cáncer en el páncreas, en el apartamento de su hermana ubicado en el residencial público de Luis Lloréns Torres. Fue honrado por su gente y por los líderes públicos, el pueblo cangrejero se volvió para rendirle tributo póstumo. Miles de ciudadanos, músicos y artistas desfilaron frente al ataúd del proscenio del salón de actos del residencial en una sentida manifestación pueblerina de luto y reflexión.

## Discografía
- "Invites You To Dance" (1957)
- "El Alma de Un Pueblo" (1957)
- "Baile Con Cortijo y Su Combo" (1958)
- "Cortijo en New York" (1959)
- "Bueno... ¿Y Qué?" (1960)
- "Fiesta Boricua" (1960)
- "Danger Do Not Trespass Beyond This Point" con Rolando Laserie (1960)
- "Quítate de la Vía, Perico" (1961)
- "Encores de Cortijo y Su Combo" (1961)
- "Ritmos Bailables" (1962)
- "Lo Último y lo Mejor" (1962)
- "Dios los Cria..." (1963)
- "¡Bienvenido! (Welcome!)" (1965)
- Con Cortijo con su Estilo y Ritmo "GO" Vol. 2 (1965)
- "Con Todos los Hierros" (1967)
- "Sorongo" (1968)
- "¡Ahí Na Ma! (Put It There)" (1968)
- "Pa' los Caseríos" (1971)
- "Ritmos y Cantos Callejeros" (1973)
- "Juntos Otra Vez" (1974)
- "Cortijo & His Time Machine" (1974)
- "Con las 7 Potencias" (1974)
- "Champions" (1975)
- "La Quiniela del Día" (1976)
- "Caballo de Hierro" (1978)
- "El Sueño del Maestro" (1980)
- "Sonero No. 1" (1982)
- "Cortijo Bailable" (1982)